# همه چیز از هم می‌پاشد (فیلم)
همه‌چیز از هم می‌پاشد (به انگلیسی: All Things Fall Apart) یک فیلم ویدئویی آمریکایی در ژانر درام و ورزشی به کارگردانی ماریو فن پیبلز با بازی ری لیوتا، فیفتی سنت، ماریو فن پیبلز و لین ویتفیلد. این فیلم در میشیگان فیلمبرداری شد و اولین بار در جشنواره بین‌المللی فیلم میامی به نمایش درآمد.

## داستان
دیون یک فوتبالیست است که از یک بیماری کشنده رنج می‌برد.

## بازیگران

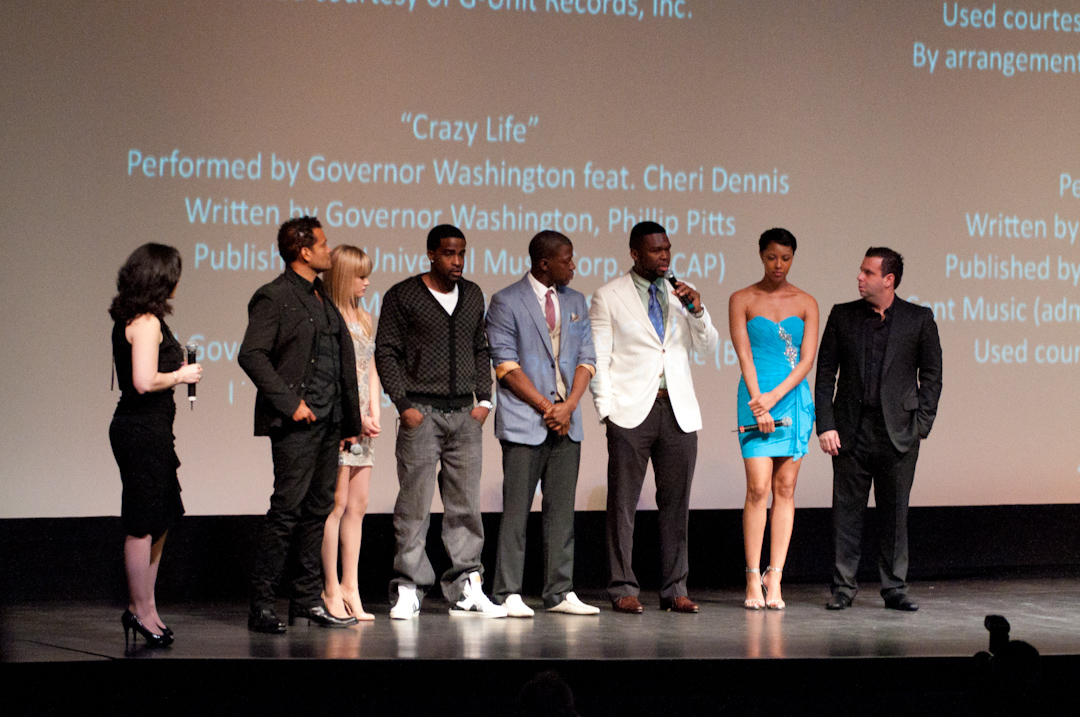
گروه بازیگران همه چیز از هم جدا می‌شوند در جشنواره بین‌المللی فیلم میامی ۲۰۱۱

- فیفتی سنت در نقش دیون
- ری لیوتا در نقش دکتر برینتال
- ماریو فن پیبلز نقش اریک
- لین ویتفیلد در نقش زنبور عسل
- امبر چایلدرز در نقش شری
- الیزابت رودریگز در نقش خانم لوپز
- تریسی هگینز در نقش شارون
- استیو ایستین